# Niemiecki obóz przesiedleńczy w Smukale
Niemiecki obóz przesiedleńczy w Smukale – niemiecki obóz przesiedleńczy założony we wrześniu 1941 roku, który funkcjonował na terenie miejscowości Smukała. Obóz pełnił rolę punktu zbornego dla wysiedlanej ludności polskiej z terenów Pomorza i Północnych Kujaw. W czasie jego działalności przeszło przez niego około 4 tysiące osób, z czego około 400 zmarło na skutek trudnych warunków bytowych. Obóz został zlikwidowany w lutym 1943 roku.

## Historia

### Geneza
Masowe wysiedlenia dotknęły ludność polską zamieszkującą wcielone do Rzeszy obszary Pomorza i Północnych Kujaw nazwane przez okupanta Okręgiem Rzeszy Gdańsk-Prusy Zachodnie (z niem. Reichsgau Danzig-Westpreußen). W pierwszym rzędzie objęły one Polaków z południowej części Pomorza, mieszkańców Gdyni, a także rodziny osób zamordowanych jesienią 1939 r. Na miejsce wysiedlonych planowano osiedlić niemieckich osadników z krajów bałtyckich, Siedmiogrodu i Dobrudży.
W połowie 1941 roku plany osadnicze władz niemieckich uległy intensyfikacji i z tej też przyczyny władze okupacyjne zdecydowały się na powołanie do istnienia obozów przesiedleńczych w Potulicach, Toruniu  i Smukale.

### Historia
Obóz został stworzony na terenie przedwojennej fabryki Karbid Wielkopolski, której dyrektora – Stanisława Rolbieskiego rozstrzelano. Za lokalizacją przemawiało odizolowanie od innych skupisk ludności cywilnej i łatwy dostęp do transportu zapewnianego przez kolei wąskotorową.
Obóz rozpoczął funkcjonowanie 1 września 1941 roku. Jego pierwszym komendantem został Edwin Krause. Kolejnymi komendantami byli: Erich Gust, Fritz Weber, Franz Wink, nieznany z imienia Steinhoff i Karl Böhm. Większość personelu obozowego stanowili miejscowi Niemcy w tym i byli członkowie Selbstschutzu.
Większość więźniów osadzonych w obozie stanowiła ludność rolnicza z Pomorza i północnych Kujaw. Do dziś dzień nie wiadomo ile osób zesłano do obozu w Smukale, szacuje się całkowitą liczbę osadzonych na 4 tys., przy czym podczas największej intensywności działań wysiedleńczych w obozie przebywało jednocześnie do 2 tys. osób. Obóz funkcjonował do lutego 1943 r., kiedy to część osadzonych zwolniono a resztę przeniesiono do obozu przesiedleńczego w Potulicach.

### Warunki życia
Osoby wysiedlone do obozu w Smukale, często całe wielopokoleniowe rodziny, były zmuszane do opuszczenia swoich domów w ciągu zaledwie godziny, pozostawiając cały dobytek na rzecz niemieckich kolonistów. Po przybyciu do obozu więźniów pozbawiano kosztowności i poddawano selekcji. Najzdrowszych kierowano do pracy poza obozem, natomiast osoby starsze, dzieci oraz mniej przydatni wykonywali prace na terenie obozu, często w ekstremalnych warunkach. Przymusowi pracownicy byli surowo karani za uchylanie się od pracy, a na więźniach stosowano brutalne metody represji, w tym tortury. Warunki bytowe były katastrofalne: brak higieny, przeludnienie, głód oraz niedostateczne warunki sanitarne prowadziły do szerzenia się chorób, w tym do wybuchu epidemii tyfusu. W obozie dochodziło także do przypadków morderstw osób osadzonych.

### Ofiary
Całkowita liczba ofiar jest nieznana. Historycy szacują ją na ok. 400. Należy jednak zaznaczyć, że w przeszłości pojawiały się i wyższe szacunki sięgające 814 zamordowanych. Imienna lista ofiar ustalona przez pracowników Instytutu Pamięci Narodowej liczy 335 nazwisk.